# Nowy Olszowiec
Nowy Olszowiec – wieś w Polsce, w województwie łódzkim, w powiecie tomaszowskim, w gminie Lubochnia.
Do 2023 miejscowość była częścią wsi Olszowiec.
W latach 1975–1998 miejscowość należała administracyjnie do województwa piotrkowskiego.